# Groene Koepel

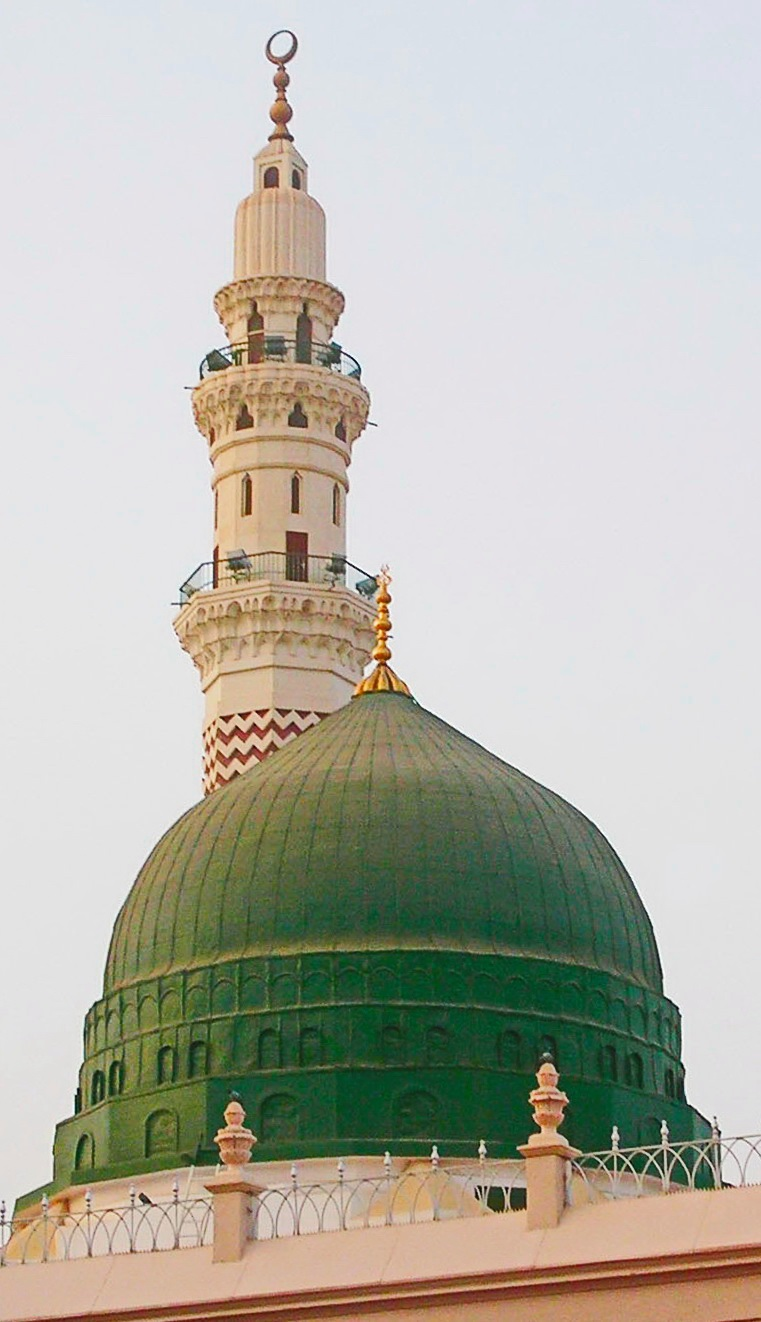
De Groene Koepel in Al-Masjid al-Nabawi (Medina).

De Groene Koepel (Arabisch: القبة الخضراء, Al-Qubah al-Khaḍrā) is een groengekleurde koepel die is gebouwd boven het graf van de islamitische profeet Mohammed en de eerste kaliefen Aboe Bakr en Omar ibn al-Chattab. De koepel bevindt zich in de zuidoostelijke hoek van de Al-Masjid al-Nabawi (Moskee van de Profeet) in Medina.
Het bouwwerk dateert uit 1279 toen er een ongeverfde houten koepel werd door Mansour Seif Eddin Qalawoon gebouwd over het graf. Het werd later herbouwd en geschilderd met behulp van verschillende kleuren, twee keer in de late 15e eeuw en één keer in 1817. De koepel werd voor het eerst in het groen geverfd in 1837 en werd daarmee bekend als de Groene Koepel.
In 2016 blies een zelfmoordterrorist zich op nabij de Groene Koepel omdat hij van mening zou zijn geweest dat de opname van het graf van de Profeet inging tegen het verbod of afgoderij.